# تاج (طب أسنان)

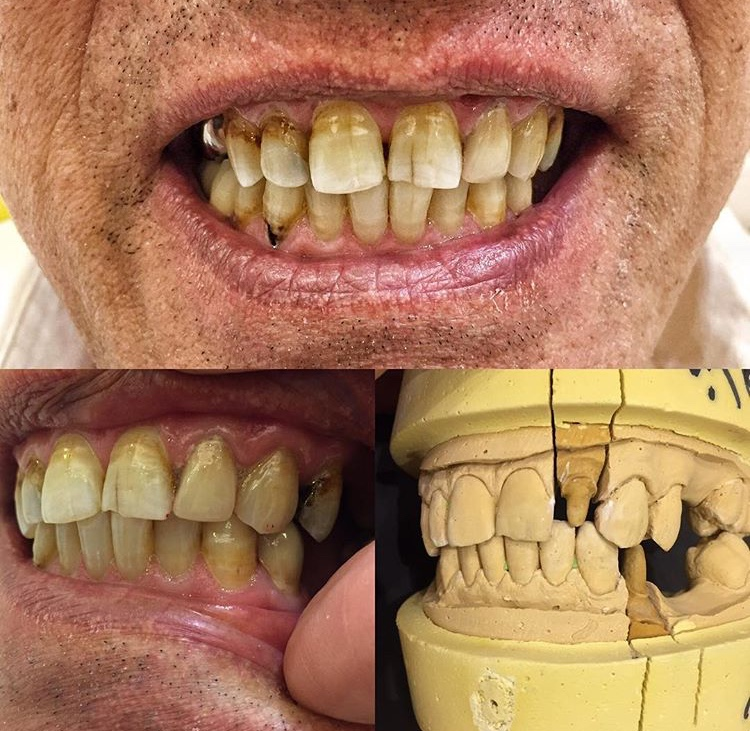
تاج على الناب في الفك العلوي وعلى الضاحك السفلي مصنعة من السيراميك (الايماكس).

تاج الأسنان والذي يعرف أحيانا باسم غطاء الأسنان، هو نوع من أنواع ترميمات (تعويضات/تركيبات الاسنان الثابتة) الذي يغطي أو يطوق الأسنان أو زرعة الأسنان. غالبًا ما يكون التاج مطلوبًا عندما يكون هناك تجويف كبير بـ الأسنان يهدد سلامة الهيكل الطبيعي للسن. يتم تحضير السن المراد تتيجوه أولا وعادة يتم لزق التاج بالسن باستخدام أسمنت الأسنان. يمكن صنع التيجان من العديد من المواد (معادن، ذهب، السيراميك بالمعدن، السيراميك الخالص مثل الايماكس e-max وغيره من الأنواع) والتي عادة ما تكون مصنعة بأساليب غير مباشرة. يستخدم التاج في كثير من الأحيان لتحسين قوة أو مظهر الأسنان. في حين أنه يمكن ان يكون مفيد للأسنان إذا تم تحضيره جيدا من قبل الطبيب ومن قبل المعمل، ولكن يمكن أن تكون الإجراءات والمواد مكلفة في تصنيعه. الأسلوب الأكثر شيوعا لتتويج السن يتم فيه استخدام الطبعة السنية المحضرة (المقاس) من قبل طبيب الأسنان لتصنيع التاج خارج الفم. يمكن بعد ذلك لزق التاج في موعد لاحق; استخدام هذه الطريقة الغير مباشرة لصنع التاج تتم باستخدام مواد اسنان قوية تتطلب طرق تستهلك وقتا طويلا وتتطلب حرارة شديدة في افران معينة، مثل صب المعادن أو حرق الخزف (السيراميك) الذي لا يمكن إتمامه داخل الفم. مع تطور التكنولوجيا الجديدة وعلوم المواد، أصبحت تقنيات أجهزة الكمبيوتر جزءًا من تصنيع التاج بشكل متزايد، كما هو الحال في تقنية الكاد كام CAD / CAM.

## دواعي استخدام تيجان الأسنان
عادة ما تستخدم التيجان في:
1. استعادة شكل ووظيفة ومظهر الأسنان المكسورة أو البالية، حينما يكون العلاجات الأخرى من الحشوات غير ملائمة أو ثبت أنها تفشل اكلنيكيا.
2. تحسين جماليات الأسنان سيئة/غير مرضية المنظر التي لا يمكن تحسين شكلها بواسطة علاجات التجميل البسيطة.
3. الحفاظ على الاستقرار الهيكلي والتقليل من خطر كسور الأسنان مثل حال الأسنان التي تم عمل علاج عصب/قناة الجذر بها، وخاصة الأسنان الخلفية التي تخضع لقوة إطباق أعلى.
4. عمل تاج على زرعات الأسنان. بما أنه لا يوجد حتى الآن أي دليل قوي على أن التاج أفضل من عمليات الترميم الروتينية الأخرى في حالة الأسنان المعالج فيها العصب، لا يزال ينصح بأن يقوم أطباء الأسنان بتقييم حالة السن حسب خبرتهم الإكلينيكية والتنسيق مع المريض عند اتخاذ قرار وضع تاج.[3]

## مواد التاج

### تيجان معدنية كاملة
كما يوحي الاسم، يتم صب هذه التيجان بالكامل في سبيكة معدنية. هناك العديد من السبائك المتاحة ويتوقف اختيار سبيكة معينة على أخرى على عدة عوامل بما في ذلك التكلفة والمناولة والخصائص الفيزيائية والتوافق البيولوجي. الجمعية الأمريكية لطب الأسنان تصنف السبائك إلى ثلاث مجموعات: سبائك نبيلة، نبيلة عالية وسبائك معادن أساسية.

#### سبائك نبيلة عالية

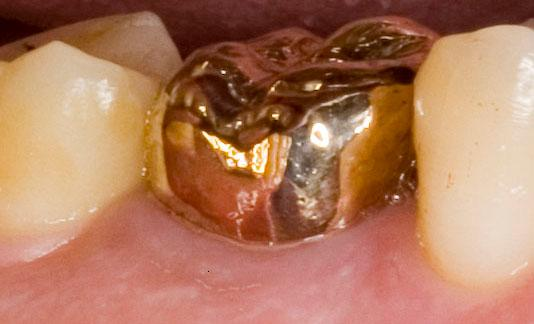
تاج من الذهب على ضرس في الفك السفلي

تتكون السبائك النبيلة والنبيلة العالية المستخدمة في صب التيجان من سبائك الذهب. لا يستخدم الذهب في شكله النقي لأنه رقيق وقوته الميكانيكية ضعيفة. هناك المعادن الأخرى المدرجة في سبائك الذهب هي النحاس والبلاتين والبلاديوم والزنك والانديوم والنيكل. تصنف جميع أنواع السبائك الذهبية المستخدمة في تركيبات الأسنان (النوع الأول والرابع) من حيث النسبة المئوية لها من الذهب والصلابة، حيث يكون النوع الأول هو الأكثر نعومة والنوع الرابع هو الأمتن. عموماً، يتم استخدام سبائك الذهب من النوع الثالث والرابع وهي تحتوي على (62 - 78 ٪ و 60 - 70 ٪ من محتوى الذهب على التوالي) في صب التيجان الكاملة، حيث أنها صلبة بما يكفي لتحمل قوى الإطباق. عادة ما يتم عمل تيجان الذهب في الأسنان الخلفية لعدم إظهار كثيراً من لون الذهب عند الابتسامة. تتميز سبائل الذهب بكونها متينة وقوية حتى في المقاطع الرقيقة، وبالتالي تتطلب الحد الأدنى من تحضير الأسنان. لديها أيضاً خصائص مماثلة للمينا من حيث قابلية التآكل، بمعنى أنه ليس من المحتمل أن يسبب التآكل المفرط للسن المقابل عند احتكاك الأسنان ببعضها. من ضمن مزايا الذهب أن له دقة في الابعاد عند الصب مما يقلل من الوقت المستهلك لإتمام التاج في عيادة الأسنان ويمكن أن يكون من السهل نسبياً تلميع التاج إذا كانت هناك أي تغييرات مطلوبة. تعتبر تيجان الذهب مفضلة لأنها تتطلب تحضير أقل للأسنان مقارنةً بأنواع التيجان الأخرى، وهو أكثر نوع يدوم.
كما تستخدم سبائك البالاديوم، حيث تم تقديمها كبديل أرخص لسبائك الذهب في السبعينيات البلاديوم له تأثير تبييض قوي والذي يعطي معظم سبائكه مظهر فضي.

#### سبائك المعادن الأساسية
نادرا ما تستخدم السبائك المعدنية الأساسية لصنع تيجان معدنية كاملة. وهي تستخدم بشكل أكثر شيوعًا كجزء من التيجان المعدنية الخزفية كسمك داخلي للترابط. بالمقارنة مع السبائك النبيلة والنبيلة العالية، فهي أقوى وامتن ويمكن استخدامها في رقائق رفيعة (0.3 ملم) ولكن من الصعب ضبطها ويمكن ان تسبب التآكل المفرط في الأسنان المقابلة. سبائك المعادن الأساسية المستخدمة في طب الأسنان يمكن ان تكون من الفضة والبلاديوم أو الفضة البلاديوم والنحاس أو النيكل والكروم أو النيكل والكروم والبريليوم أو الكوبالت أو التيتانيوم. هناك حالات حساسية من النيكل وجدت في بعض الأشخاص أما سبائك التيتانيوم فهي متوافقة حيويا مع اللثة والفم بشكل عام. وتتشابه قوة وصلابة التيتانيوم مع سبائك المعادن المصبوبة الأخرى المستخدمة في طب الأسنان. يقوم التيتانيوم أيضاً بتكوين طبقة متأكسدة على سطحه التي تمنحها خصائص مضادة للتآكل ويسمح له بالربط بالسيراميك، وهو خاصية مفيدة في تصنيع التيجان المعدنية الخزفية.
هناك أيضًا تيجان المعدن المصنوع من الفولاذ المقاوم للصدأ (الستانليس ستيل) والتي تستعمل في تغطية الأسنان اللبنية الخلفية. وجدت دراسة منهجية أن هذا النوع لديه أعلى معدل نجاح (96.1 ٪). تاج الستانليس ستيل لا يستلزم تحضيرا كاملا في السن، فينبغي تقليل سطح الإطباق بأكمله بمقدار 1 إلى 1.5 مم، ويجب إزالة أي سطح تماسك بين الأسنان عن طريق قطع الجزء الرفيع أو النزول قليلا تحت اللثة عن طريق تثبيت طرف آلة الأسنان العالية السرعة على 15-20 درجة بالنسبة إلى محور السن الطويل، لتجنب خلق الكتف في الجزء الأسفل من السن. تحضير الأسطح الأخرى للسن غير مطلوبة. يمكن أن تكون تيجان الستانليس ستيل أكثر جمالا من خلال تركيب قشرة كمبوزيت تشبه الأسنان الطبيعية.
تستخدم هذه التيجان أيضًا في تقنية هول; تقنية هول هي علاج غير جراحي للأسنان اللبنية الخلفية المسوسة حيث يتم سد التسوس تحت تاج مصنوع من الستانليس ستيل وهذه التقنية لا تتطلب أي تحضير للسن.

### تيجان معدنية بقشرة السيراميك
هي هجين من التيجان المعدنية والسيراميك. يصنع الجزء المعدني عادة من سبيكة معدنية أساسية (تسمى سبيكة الترابط). تيجان الأسنان المصنوعة من البورسيلين تغطي طبقة المعدن (PFMs)؛ بمعني الغلاف المعدني يتم انصهاره ثم وضع قشرة من البورسيلين فوقه بعد وضعهم في فرن حراري عالي. يوفر المعدن القوة والشدة المناسبة، ويمنح البورسيلين التاج مظهرًا مناسب يشبه لون الأسنان الطبيعي، ويصلح لترميم الأسنان الأمامية.

يجب أن تتطابق خصائص سبيكة المعدن المختارة مع السيراميك المستخدم ليتم ترابطها، والا يمكن أن تحدث مشاكل مثل تفتيت أو تكسير السيراميك وانفصاله عن المعدن. للحصول على تشطيب جمالي قادر على أن يتكيف مع حركة المضغ الطبيعية، يتطلب الأمر سماكة معينة للسيراميك والمواد المعدنية، والتي يجب التخطيط لها أثناء مرحلة تحضير الأسنان. يتم ربط السيراميك بالإطار المعدني الداخلي بثلاث طرق:

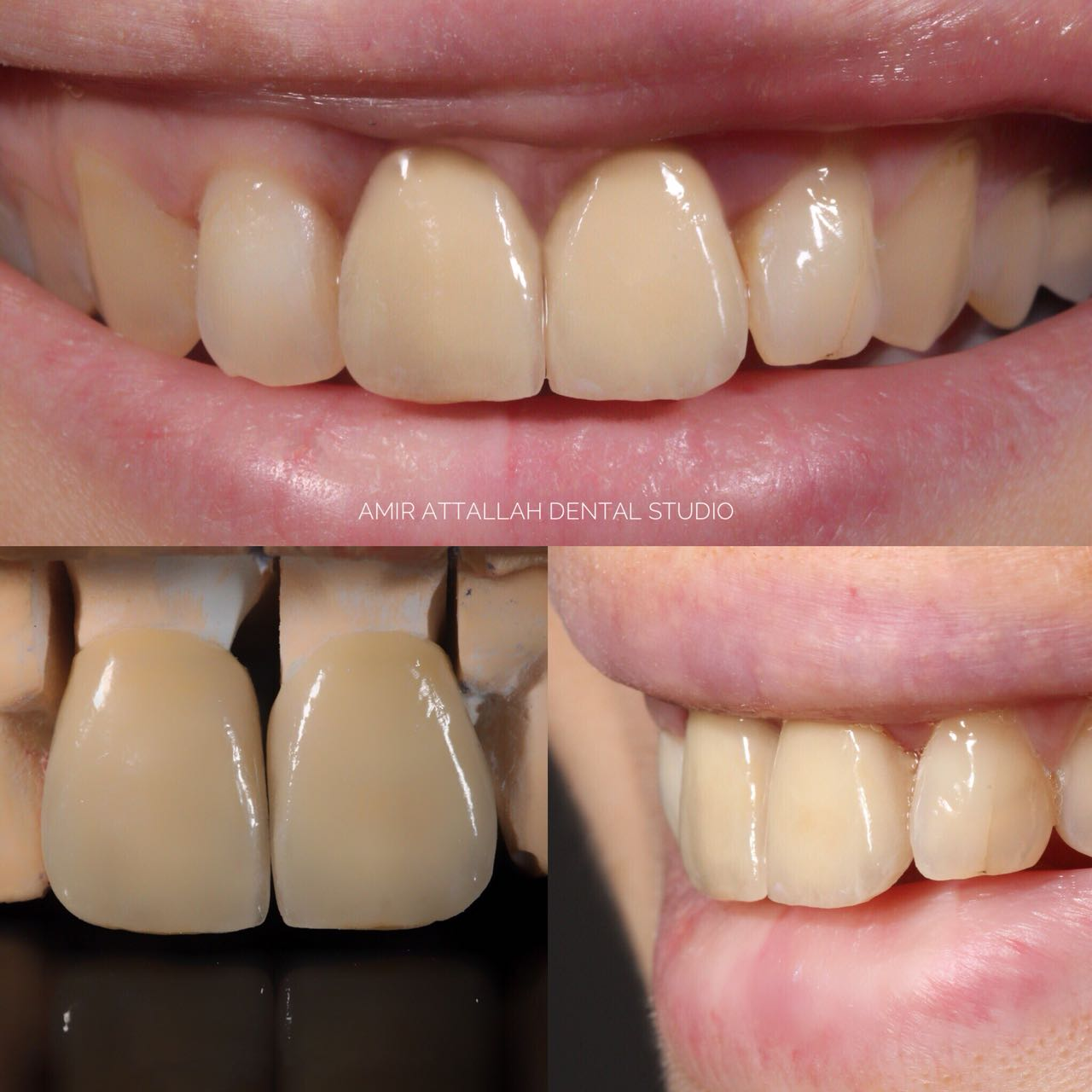
تيجان مصنعة من السيليكا على الأسنان الأمامية

1. الضغط - عن طريق انكماش السيراميك على المعدن بالحرق
2. التمسك الجزئي الميكانيكي (عن طريق السطح المتعرج)
3. الاتحاد الكيميائي (عن طريق تشكيل أكسيد علي سطح المعدن)

### تيجان السيراميك الخالصة
يستخدم سيراميك أو خزف الأسنان لصناعة التيجان في المقام الأول لخصائصها الجمالية مقارنة بجميع الترميمات المعدنية. هذه المواد عموما هشة وعرضة للكسر. وقد استخدمت العديد من التصنيفات لتصنيف سيراميك الأسنان فمن الممكن ان تكون من السيليكا، الألومينا أو الزركونيا.

### السيليكا
إن السيراميك المرتكز على مادة السيليكا ذو صفات جمالية عالية بسبب محتواه الزجاجي العالي وخواصه البصرية الممتازة بسبب إضافة جزيئات الحشو التي تعزز الإشراق، والضوء الذي يمكن أن يحاكي لون المينا الطبيعية والعاج. ومع ذلك هذا النوع من السيراميك يعاني من ضعف القوة الميكانيكية، ولذلك يستخدم في كثير من الأحيان كقشرة علي هيكل داخلي أقوي. امثلة هذا النوع هو الخزف الفلسباسي (feldspathic)، والخزف الاصطناعي، والسيراميك المقوى leucite.

### السيراميك المقوى
جاء هذا النوع لتحسين الخواص الميكانيكية للسيليكا، وكانت النتيجة إضافة جزيئات لحشو للزجاج، على سبيل المثال هناك الليوسايت وهناك الليثيوم داي سيليكات أو مايعرف بـ الايماكس e-max ، وبالتالي يطلق عليها أنواع سيراميك الزجاج. يمكن استخدام السيراميك الزجاجي وحده لجعل التركيبة كلها إما كشكل واحد (يطلق عليه أحادي الطبقات) أو يمكن أن يعمل كطبقة داخلية مع سيراميك الفلسباسي الأضعف عليه كطبقة خارجية. (هذه التركيبات تسمى ثنائية الطبقات). وجدت دراسة بعنوان فعالية تيجان الليوسايت أجرتها جامعة Umeå في السويد، تحت إشراف Göran Sjögren أن نسبة الشروخ / التصدع بتيجان الليوسايت حدثت بنسبة 6٪، مع سلامة 86٪ من العينات المتبقية.

### الألومينا
تم استخدام الألومينا كطبقة تحتية للتيجان في عام 1989، كانت المادة تسخن أولا ثم يتم ادخال فيها الزجاج. يتم إنتاج الألومينا بدون المحتوى الزجاجي من خلال طحن كتل باستخدام تقنية الكاد كام في طب الأسنان بعد ان يتم تعرضها لدرجة حرارة عالية اولا. النوع الذي لا يحتوي على زجاج يجب أن يكون كتلته كبيرة الحجم لتعويض الانكماش الذي يحدث عندما يكون المادة مسخنة بالكامل، بعدها يتقلص إلى الحجم الصحيح. كل تيجان الألومينا تقريبا تغطي بخزف فلسباسي ليعطي لونًا وشكلًا حقيقيًا. يمكن لفنانين الأسنان الذين يطلق عليهم الخزفيون، تخصيص «مظهر» للتيجان لتتماشى مع متطلبات المريض وطبيب الأسنان. اليوم، التاج المصنوع من الألومينا وقشرة السيراميك المعيار لمظهر يشبه الأسنان الحقيقية.

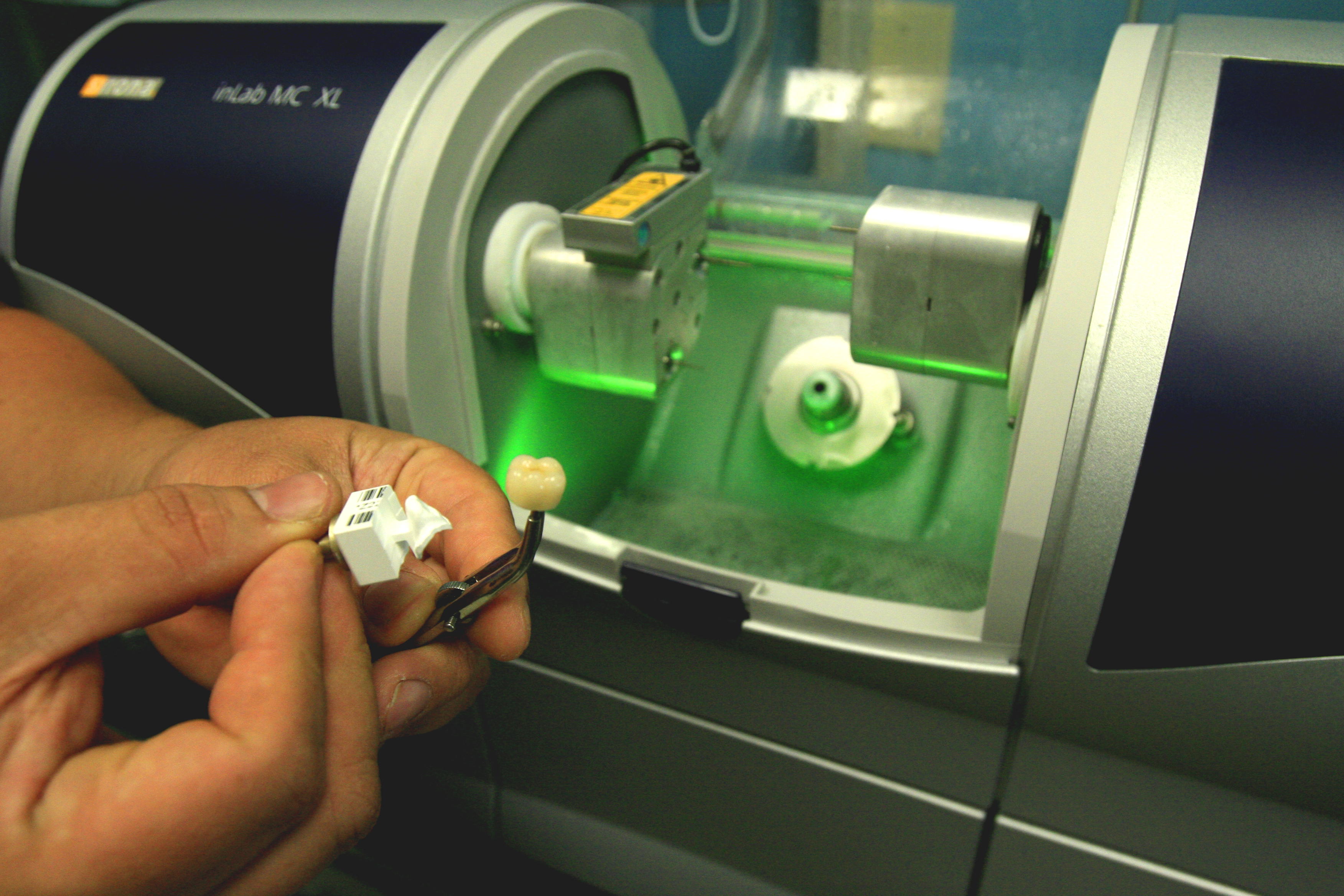
زيركونيا يتم تصنعها بتقنية الكاد كام

### الزيركونيا
الزركونيا هو عبارة عن سيراميك صلب للغاية يستخدم كمادة داخلية قوية في بعض تركيبات السيراميك الكاملة. الزركونيا هي جديدة نسبيا في طب الأسنان لذلك الأبحاث المنشورة لمعرفة مدى نجاحه وأدائه في الفم محدودة. يتم تصميم البنية التحتية للزركونيا (الأساسية) بطريقة رقمية بتقنية الكاد كام بأخد صور لفم المريض، والتي يتم التقاطها باستخدام مسح رقمي ثلاثي الأبعاد من الأسنان مباشرة أو من علي انطباع أو نموذج. ثم يتم طحن كتلة من الزركونيا في والتي تكون في حالة لينة متكلسة. بمجرد طحنها، يتم نقل الزركونيا ال فرن انصهارها حيث تنكمش بنسبة 20٪ لتصل قوتها الكاملة من 850MPa إلى 1000MPa. الزركونيا صلب ويعتبر أقوى المواد المستخمة في طب الأسنان، لذلك يجب أن يتم تصنيعه باستخدام تقنية الكاد كام وليس بتقنية الأسنان اليدوية التقليدية.
يمكن أن تكون الطبقات الخارجية لتاج للزركونيا من الخزف الفلسباسي ويتم الاستعانة به لخلق اللون النهائي والشكل الذي يشبه الأسنان الطبيعية، ولكن القوة الرابطة بين الزركونيا والخزف الخارجي ليست قوية وعادةً ما يحدث تشقق في قشرة الخزف. غالباً ما تصنع تيجان الزركونيوم بشكل كامل من سيراميك الزركونيوم بدون أي طبقة خزفية تشبه الأنسجة، ولكن تميل تيجان الزركونيا الخالصة إلى أن تكون مبهمة في المظهر مع خصائص ضوئية تفتقر إلى الجمال والشفافة. من أجل المظهر، فإن العديد من أطباء الأسنان لا يستخدمون تيجانًا زيركونيا خالصة على الأسنان الأمامية.

## غرض إعداد الأسنان
تصميم تحضير السن لقبول التاج يتبع خمسة مبادئ أساسية:

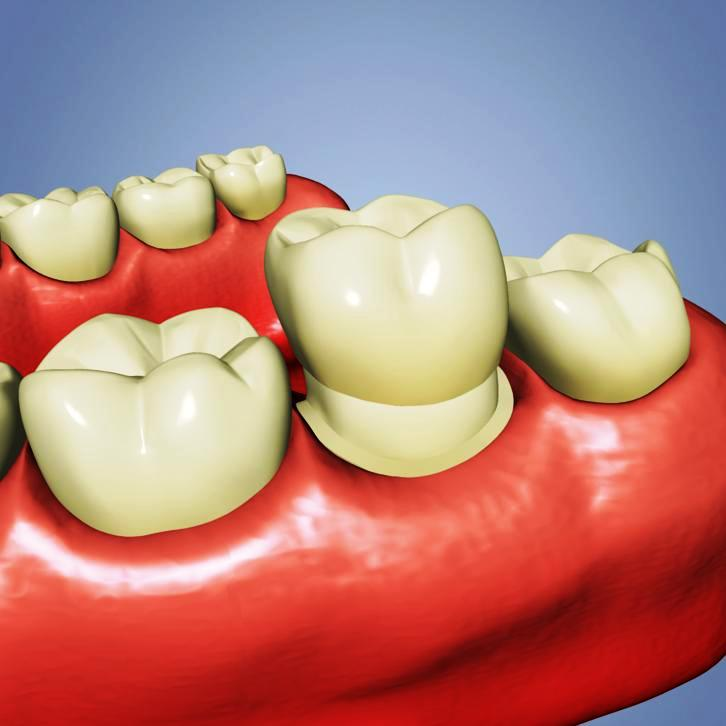
وضع التركيبة في نفس اتجاه مسار الإدراج

1. التماسك والمقاومة: لا يوجد أسمنت متوافق بيولوجيا قادر على لصق التاج في مكانه، لذلك الشكل الهندسي مهم وقت تحضير السن في توفير عوامل التماسك والمقاومة التي تضمن ثبات وضع التاج في مكانه. في سياق تركيبات الأسنان، يشير التماسك إلى مقاومة حركة التركيبة على طول مسار الإدراج (في الاتجاه الرأسي أو على طول محور الطويل للأسنان أو نفس الاتجاه الذي تم فيه وضع التركيبة). أما المقاومة فهي مقاومة حركة التاج عن طريق مقاومة القوى المطبقة بشكل قاطع (اثر المضغ) أو في أي اتجاه منحرف مما يمنع الحركة تحت قوى الإطعام ويمكن تحسينها عن طريق إدخال مكونات مثل حفر في السن على شكل أخاديد. يمكن تحسين التماسك «هندسيا» من خلال الحد من عدد المسارات التي يمكن على التاج أن ينعزل من مكانه من خلالها، مع الوصول إلى أفضل نتيجة عندما يكون هناك مسار واحد للنزوح.هوامش تحضير السن الامامي مستقيمة وواضحة في المقاس المصبوب لوضع التاج عليها بشكل صحيح
2. الحفاظ على بنية الأسنان
3. المتانة الهيكلية
4. استقامة الهوامش
5. الحفاظ على اللثة

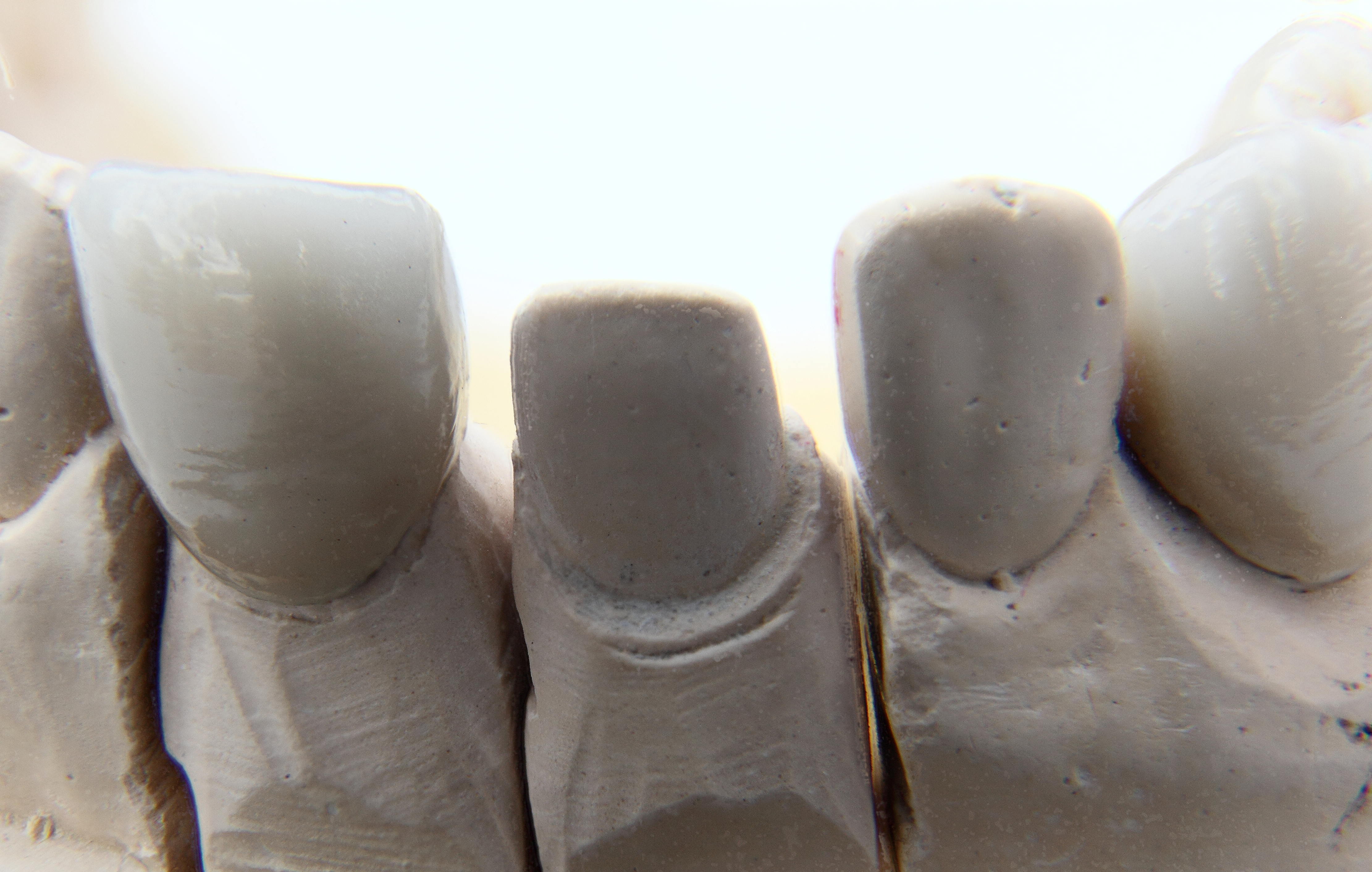
هوامش تحضير السن الامامي مستقيمة وواضحة في المقاس المصبوب لوضع التاج عليها بشكل صحيح

6. يمكن للجماليات أيضًا أن تلعب دورًا في تخطيط التصميم.

## الشكل الهندسي المطلوب لتحضير السن
1. النقصان التدريجي من الناحية النظرية، كلما توازي الجدران الموازية تتحقق المزيد من التماسك. لكن هذا يكاد يكون من المستحيل تحقيقه عمليا. المعيار لتحضير التاج الكامل التغطية هو التدحرج قليلا في التحضير في اتجاه الإطباق. يسمح هذا الإعداد بأن يتم فحص التحضير بشكل مرئي، ويمنع النقص الغير متوازي، ويعوض عن أي تحضير غير دقيق ويسمح، في مرحلة اللزق، بأن يفرط الأسمنت الزائد مع الهدف النهائي المتمثل في تحسين جلوس التاج على السن. الجدران المحورية بشكل عام يتم إعدادها باستخدام سنون طويلة عالية السرعة مدببة تمنح زاوية بمقدار 2-3 درجة على كل جدار والزاوية الكاملة علي الجدران بشكل عام تتراوح من 4 إلى 6 درجات للتحضير
2. الطول (المسافة بين سطح السن واللثة)

يؤثر طول التاج أو المسافة بين اللثة وسطح الاطباق علي المقاومة والتماسك. عموما، كلما كان التحضير أطول، كلما زادت مساحة السطح.
ولكي يكون التاج متماسكا بما فيه الكفاية، يجب أن يكون طول السن المستحضر أكبر من الارتفاع الذي يتكون من قوس الدوران المصبوب حول نقطة على الهامش على الجانب المقابل من التحضير . يتأثر القوس بقطر السن المستحضر، لذلك كلما كان القطر أصغر، كلما كان طول التاج يجب ألا يكون أقصر لكي يقاوم الإزالة. يمكن تحسين تماسك التاج بالأسنان ذات الجدران القصيرة ذات القطر الواسع عن طريق عمل أخاديد في الجدران المحورية، مما يؤدي إلى تقليل حجم القوس.
3. سطح الإطباق
يجب أن يكون سطح اطباق تاج الذهب 1.5 مم، في حين أن تيجان المعدن والسيراميك والسيراميك الكامل يتطلب 1.5، و 2.0 ملم على التوالي. يجب أن تتبع إزالة سطح الإطباق الخطوط العريضة الطبيعية للسن. خلاف ذلك قد تكون هناك مناطق من مواد التركيبات على السطح رقيقة جدا وقد لا تحتمل ضغوط الاطباق.
4. التحضير الرأسي
هذا يعكس سمك المواد المختارة. اعتمادا على نوع التاج المراد تركيبه، هناك حد أدنى لسمك التحضير. بشكل عام، تتطلب التاج المعدني الكامل 0.5 مم على الأقل، تتطلب السيراميك المعدنية وتيجان السيراميك الكاملة 1.2 مم على الأقل.
5. تحضير النتوء (الشرفة)
شرفة الأسنان; هناك نوعان من الشرفة وظيفية/غير وظيفية، الوظيفية تطلب تحضير واسع. في حالة عدم وجود شرفة بالسن يتم بناء حجم صحيح للشرفة في السن.
6. الحفاظ على اللثة
ترتبط صحة اللثة بوضع الهوامش، فيمكن أن يؤثر وضع خط نهاية تحضير السن بشكل مباشر على سهولة تصنيع التاج وصحة اللثة.

## مراحل تصنيع التاج
1. تحضير السن طبقا لنوع المادة المستخدمة (يمكن أن يسبق ذلك أخذ مقاس/طابع أولي للأسنان)
2. أخذ طابع أو اخد صور بتقنية الكاد كام
3. عمل تيجان مؤقتة سواء بشكل مباشر أو غير مباشر
4. ازالة التاج المؤقت ويقوم الطبيب بـتنظيف خفيف على السن
5. تجربة التاج الدائم في فم المريض وفحص إن كان بحاجة إلى أي تعديلات
6. لزق التاج في الفم باستخدام اسمنت
7. ازالة أي اسمنت زائد من على الاطراف

## اعتبارات خاصة

### الحاجة إلى تيجان مؤقتة
من المحتمل جدا أنه بمجرد أن يتم تحضير السن، وفي انتظار التركيبة النهائية، يتم وضع تاج مؤقت.
يعتبر وضع تاج مؤقت مهمًا بعد إعداد السن حتى يتم لزق التاج الدائم لعدة أسباب:
1. الحماية من ومنع الغزو البكتيري للأنابيب العاجية المكشوفة حديثًا، مما قد يؤدي إلى التهاب العصب
2. منع نمو اللثة في المنطقة التي تم إنشاؤها بواسطة تحضير الأسنان
3. يسمح المجال لتنظيف السن بشكل أكثر فعالية، والحد من حدوث نزيف والتهاب لللثة في الوقت الذي سيتم فيه لزق التاج النهائي.
4. التاج المؤقت يحافظ على السن ويساعد على الاحتفاظ بـالمسافات الجديدة المخلوقة بين الاسنان بمعنى إنه يمنع الإفراط في اندفاع الاسنان وإغلاق المساحات في أي اتجاهات سواء للاسنان المقابلة أو الجانبية
5. لأسباب جمالية أخرى ; يمكن للتيجان المؤقتة أيضًا أن تلعب دورًا تشخيصيًا في تخطيط العلاج حيث تكون هناك حاجة إلى تغيرات في الإطباق أو الجمالية أو اللثة.[13]

عندما يتم استخدام التيجان لتغطي الأسنان المعالجة لبياً (التي تم علاج العصب بها)، فإنها تقلل من احتمال تكسير الأسنان بسبب الطبيعة الهشة للأسنان وتوفير حاجز أفضل ضد البكتيريا الغازية.

### أنواع التيجان المؤقتة
هناك العديد من أنواع التيجان المؤقتة. هناك أيضا عدة طرق لتصنيف التيجان. طريقة واحدة لتصنيف التيجان المؤقتة هي حسب طول المدة المتوقعة أو المخطط لها في الاستخدام. يمكن وصف التيجان المؤقتة بـ ذات المدى القصير، إذا تم استخدامها لبضعة أيام، أو على المدى المتوسط، إذا كان استخدامها مخطط لعدة أسابيع وعلى المدى الطويل إذا كان استخدامها لعدة أشهر.غالباً ما يرتبط اختيار النوع في طول الفترة الزمنية بمدى تعقد العمل التحفظي المخطط له. التيجان المؤقتة القصيرة الأجل مناسبة بشكل عام للحالات التحفظية البسيطة بينما الحالات المعقدة التي تتضمن أكثر من سن واحدة تتطلب غالباً تاجًا مؤقتًا طويل الأجل. هناك العديد من المواد التي يمكن استخدامها لبناء التيجان المؤقتة. يتم صنع التيجان المؤقتة المباشرة إما باستخدام تيجان معدنية أو بلاستيكية مسبقة التشكيل، أو من أنواع صمغ يتم تفعيلها كيميائيًا أو ضوئيا، أو من الكومبوزيت.

## صمود التيجان
على الرغم من عدم استمرار وصمود تركيبات الأسنان إلى الأبد، فإن متوسط عمر التاج هو حوالي 10 سنوات. في حين تعتبر هذه الفترة أطول نسبيا مقارنة بالترميمات (الحشوات) المباشرة، إلا أنها يمكن أن تستمر في الواقع لحياة المريض (50 سنة أو أكثر) مع الرعاية المناسبة.
أهم العوامل التي تؤثر على عمر أو صلاحية التيجان هي استمرار نظافة الفم للمريض. ومن العوامل الأخرى مهارة طبيب الأسنان وفني مختبره والمواد المستخدمة وتخطيط العلاج المناسب واختيار الحالات.
تعتبر تيجان الذهب الكاملة الأطول عمرا، حيث يتم تصنيعها كقطعة واحدة من الذهب يليها في الصمود تيجان المعدن بقشرة البورسيلين (PFM).

## مراحل مختبر الأسنان من تصنيع التاج

### تقنية الكاد كام في تصنيع التيجان
تقوم طريقة الكاد كام بتصنيع عمليات التركيبات السيراميك الخالصة بالكامل عن طريق التقاط وتخزين صورة فوتوغرافية للسن المحضر إلكترونيًا ثم يقوم الجهاز بتصميم تركيبة ثلاثية الأبعاد تتوافق مع جميع المواصفات المطلوبة للتركيبة المراد تصنيعها، بذلك لا يوجد انطباع. بعد تحديد الشكل والزوايا واتخاذ القرارات المختلفة على النموذج، يقوم طبيب الأسنان بتوجيه الكمبيوتر لإرسال المعلومات إلى جهاز طحن موصل. ستستخدم هذه الماكينة سنون مصممة خصيصًا لخرط شكل التاج من سبيكة صلبة من السيراميك حسب التصميم المحدد مسبقًا المطابق لسن المريض.
بعد حوالي 20 دقيقة، تكون اكتملت عملية الترميم، ويقوم طبيب الأسنان بإخراج التاج من الجزء المتبقي من السبيكة غير المخروطة ثم يقوم ادخاله في الأفران المخصصة ثم يحاول تجربة التاج في الفم. وتتكلف ماكينة الكاد كام للأسنان ما يقرب من 100,000 دولار، بالإضافة إلى الشراء المستمر لسبائك السيراميك وسنون الطحن. بسبب التكاليف المرتفعة، عادة ما تكون الرسوم المعتادة والعرفية لصنع تاج بتقنية الكاد كام في عيادة طبيب الأسنان أعلى بقليل من الحصول على نفس التاج عن طريق مختبر الأسنان.